# 天主教皮拉西卡巴教区
天主教皮拉西卡巴教區（拉丁語：Dioecesis Piracicabensis）是巴西一個羅馬天主教教區，屬坎皮納斯總教區。
教區成立於1944年2月26日，包括聖保羅州中部十五市。2004年有教友309,000人（佔轄區總人口77.2%）、五十六個堂區、八十二名司鐸。現任教區主教為費南多·梅森。